# Audrey Meadows
Audrey Meadows (8 de febrero de 1922-3 de febrero de 1996) fue una actriz estadounidense, conocida principalmente por su papel de la inexpresiva ama de casa Alice Kramden en la serie televisiva de la década de 1950 The Honeymooners.

## Primeros años
Meadows nació como Audrey Cotter en la ciudad de Nueva York en 1922, la menor de cuatro hermanos. Existe una confusión considerable con respecto a su año de nacimiento y lugar de nacimiento.
Sus padres, el reverendo Francis James Meadows Cotter y su esposa, la ex Ida Miller Taylor, eran misioneros episcopales en Wuchang, Hubei, China, donde nacieron sus tres hermanos mayores. Su hermana mayor era la actriz Jayne Meadows y tenía dos hermanos mayores. La familia regresó permanentemente a los Estados Unidos en 1927. Audrey asistió a la escuela secundaria en Barrington School for Girls en Great Barrington, Massachusetts.

## Carrera
Después de la escuela secundaria, Meadows cantó en el musical de Broadway Top Banana antes de convertirse en un habitual de la televisión en The Bob and Ray Show. Luego fue contratada para interpretar a Alice en The Jackie Gleason Show después de que la actriz que originalmente estaba en el papel, Pert Kelton, se viera obligada a abandonar el programa debido a la lista negra (aunque la razón oficial dada fue que Kelton sufría de un problema de salud).
Cuando The Honeymooners se convirtió en una comedia de situación de media hora en CBS, y Meadows continuó en el papel. Luego volvió a interpretar a Alice después de un largo paréntesis, cuando Gleason produjo especiales ocasionales de Honeymooners en la década de 1970. Meadows había hecho una audición para Gleason e inicialmente fue rechazada por ser demasiado elegante y bonita para interpretar a Alice. Al darse cuenta de que necesitaba cambiar su apariencia, Meadows envió al día siguiente una foto de sí misma, en la que se veía mucho más simple. Gleason cambió de opinión y ella ganó el papel de Alice. El personaje de Alice se asoció más con Meadows que con las otras que la interpretaron, y también repitió su papel de Alice en otros programas, tanto en una entrevista de un hombre en la calle para The Steve Allen Show (Steve Allen fue su cuñado) y en un sketch de parodia en The Jack Benny Program.
Meadows fue la única miembro del elenco de Honeymooners en ganar regalías por las reposiciones que se realizaron de los episodios "Classic 39" del programa de 1955 a 1956. Su hermano Edward, un abogado, había insertado una cláusula en su contrato original por la cual se le pagaría si los programas se retransmitían, lo que le permitió ganar millones de dólares. Cuando se lanzaron más tarde los episodios "perdidos" de Honeymooners de los programas de variedades, Joyce Randolph, quien interpretó a Trixie Norton, recibió pagos de regalías.
Meadows apareció en un episodio de 1960 de Alfred Hitchcock Presents, titulado " La Sra. Bixby y el abrigo del coronel ", uno de los 17 episodios de la serie de 10 años dirigida por el propio Hitchcock, y uno raro y alegre.
Apareció en largometrajes y apareció en programas de variedades de televisión de Dean Martin y asados de celebridades. Protagonizó un episodio de Wagon Train en el papel titulado del episodio de Nancy Palmer. Años más tarde, Meadows volvió a la comedia de situación, interpretando a la suegra de Ted Knight en Too Close for Comfort (1982-1985).
Apareció como invitada en The Red Skelton Show, hizo una aparición en un episodio de Murder, She Wrote ("If the Frame Fits") e hizo una aparición en un episodio de Los Simpson ("Old Money"), en el que expresó el papel de Bea Simmons, la novia del abuelo Simpson. Su último trabajo fue una aparición en Dave's World, en la que interpretó a la madre de Kenny (Shadoe Stevens).

## Carrera bancaria y de marketing
Meadows se desempeñó como directora del First National Bank of Denver durante once años, la primera mujer en ocupar este cargo. Durante veinte años, de 1961 a 1981, fue directora asesora de Continental Airlines, donde participó activamente en programas de marketing que incluían los diseños de uniformes de asistentes de vuelo y agentes de servicio al cliente, interiores de aeronaves y el exclusivo aeropuerto "President's Club" de Continental. salones de clubes.

## Últimos años
Meadows actuó en diferentes largometrajes, trabajó con Dean Martin en sus shows televisivos de variedades, y volvió a las sitcom en los años ochenta interpretando a la suegra en el programa Too Close for Comfort. Además fue artista invitada de The Red Skelton Show y actuó en un episodio de The Simpsons ("Old Money"), dando voz a Bea Simmons, la amiga de Abraham Simpson. Su último trabajo tuvo lugar en la sitcom Dave's World, donde interpretaba a la madre de Kenny, interpretado por Shadoe Stevens.

## Vida personal
En 1956 (durante la ejecución de The Honeymooners), se casó con un rico hombre de bienes raíces llamado Randolph Rouse.
El 24 de agosto de 1961 Meadows se casó con su segundo marido, Robert Six, Presidente de Continental Airlines, en Honolulu, Hawái. El matrimonio no tuvo hijos.
En 1995 a Meadows le diagnosticaron un cáncer de pulmón, con un pronóstico vital no superior al año. Rechazó el tratamiento agresivo y falleció el 3 de febrero de 1996, cinco días antes de cumplir los 74 años de edad, en el Hospital Cedars Sinai de Los Ángeles, California. Fue enterrada en el Cementerio de Holy Cross, en Culver City, California.

## Memorias
En octubre de 1994 Meadows publicó sus memorias, tituladas Love, Alice: My Life As A Honeymooner.

## Filmography
| Year      | Title                                     | Role                                                          | Notes                                                                 |
| --------- | ----------------------------------------- | ------------------------------------------------------------- | --------------------------------------------------------------------- |
| 1950      | The Baron of Arizona                      | Townswoman in Court Scene                                     | Uncredited                                                            |
| 1951      | The Amazing Mr. Malone                    |                                                               | Episode: "Blood Is Thicker Than Water"                                |
| 1951–1952 | Bob & Ray                                 | Regular                                                       |                                                                       |
| 1952      | Lux Video Theatre                         | The Singer                                                    | Episode: "Ceylon Treasure"                                            |
| 1952      | Pulitzer Prize Playhouse                  | Lady Mary                                                     | Episode: "Monsieur Beaucaire"                                         |
| 1952–1957 | The Jackie Gleason Show                   | Alice Kramden / Sketch Actress / Audrey Meadows               | 113 episodes                                                          |
| 1953      | Man Against Crime                         |                                                               | Episode: "The Midnight Express"                                       |
| 1955–1956 | The Honeymooners                          | Alice Kramden                                                 | 39 episodes                                                           |
| 1959      | The United States Steel Hour              |                                                               | Episodes: "Holiday on Wheels", "Marriage... Handle with Care"         |
| 1960–1971 | The Red Skelton Hour                      | Clara Appleby / Mrs. Cavendish / The Queen / Admissions Nurse | 11 episodes                                                           |
| 1960      | Play of the Week                          | Nell Valentine                                                | Episode: "The Grand Tour"                                             |
| 1960      | Alfred Hitchcock Presents                 | Mrs. Bixby                                                    | Episode: "Mrs. Bixby and the Colonel's Coat"                          |
| 1961      | Wagon Train                               | Nancy Palmer                                                  | Episode: "The Nancy Palmer Story"                                     |
| 1961      | Checkmate                                 | Althea Todd                                                   | Episode: "One for the Book"                                           |
| 1961      | General Electric Theater                  | Connie Marlowe                                                | Episode: "Sis Bowls 'Em Over"                                         |
| 1962      | The DuPont Show of the Week               | Constance                                                     | Episode: "The Action in New Orleans"                                  |
| 1962      | That Touch of Mink                        | Connie Emerson                                                |                                                                       |
| 1962      | Sam Benedict                              | Dr. Carrie Morton                                             | Episode: "Life Is a Lie, Love Is a Cheat"                             |
| 1963      | Take Her, She's Mine                      | Anne Michaelson                                               |                                                                       |
| 1965      | Please Don't Eat the Daisies              | Kitty Clair                                                   | Episode: "The Big Brass Blonde"                                       |
| 1965      | Invisible Diplomats                       | Kelly Smith                                                   | Short                                                                 |
| 1966      | Jackie Gleason: American Scene Magazine   | Alice Kramden                                                 | Episode: "The Honeymooners: The Adoption"                             |
| 1966      | Clown Alley                               | Washerwoman Clown                                             | TV movie                                                              |
| 1966      | Password                                  | Herself                                                       | Game Show Contestant / Celebrity Guest Star                           |
| 1967      | Rosie!                                    | Mildred Deever                                                |                                                                       |
| 1972      | Love, American Style                      | Eve / Harriet / Mom                                           | Segment: "Love and Dear Old Mom and Dad"                              |
| 1974      | The Dean Martin Celebrity Roast           | Martha Washington                                             | Episode: "Celebrity Roast: George Washington"                         |
| 1976      | The Honeymooners Second Honeymoon         | Alice Kramden                                                 | TV special                                                            |
| 1977      | The Honeymooners Christmas Special        | Alice Kramden / Mother Cratchit                               | TV special                                                            |
| 1978      | The Honeymooners Valentine Special        | Alice Kramden                                                 | TV special                                                            |
| 1978      | The Love Boat                             | Gladys Watkins                                                | Episode: "Taking Sides/Going by the Book/A Friendly Little Game"      |
| 1978      | Starsky & Hutch                           | Hilda Zuckerman                                               | Episode: "Dandruff"                                                   |
| 1978      | The Second Honeymooners Christmas Special | Alice Kramden                                                 | TV special                                                            |
| 1980      | The Love Boat                             | Mrs. Elliott                                                  | Episode: "Another Time, Another Place/Doctor Who/Gopher's Engagement" |
| 1981      | Lily: Sold Out!                           | Polly Jo                                                      | TV special                                                            |
| 1982      | Diff'rent Strokes                         | Mrs. Martinson                                                | Episode: "The Squatter"                                               |
| 1982–1986 | Too Close for Comfort                     | Iris Martin                                                   | 23 episodes                                                           |
| 1984      | The Love Boat                             | Helen Williams                                                | Episode: "A Rose is Not a Rose/Novelties/Too Rich and Too Thin"       |
| 1985      | Hotel                                     | Amelia Chelton                                                | Episode: "Pathways"                                                   |
| 1986      | Murder, She Wrote                         | Mildred Tilley                                                | Episode: "If the Frame Fits"                                          |
| 1986      | Life with Lucy                            | Audrey (Lucy's sister)                                        | Episode: "Mother of the Bride"                                        |
| 1988      | CBS Summer Playhouse                      | Aunt Lunar                                                    | Episode: "The Johnsons Are Home"                                      |
| 1989      | Nightingales                              | Mrs. Mandel                                                   | Episode: "Episode #1.4"                                               |
| 1990      | Red Pepper                                | Ina                                                           | TV movie                                                              |
| 1990      | Later (talk show)                         | Herself                                                       | Episode: "Audrey Meadows"                                             |
| 1990–1991 | Uncle Buck                                | Maggie Hogoboom                                               | 16 episodes                                                           |
| 1991      | The Simpsons                              | Bea Simmons (voice)                                           | Episode: "Old Money"                                                  |
| 1991      | Hi Honey, I'm Home!                       | Alice Kramden                                                 | Episode: "Fur Flies"                                                  |
| 1992      | Davis Rules                               | Gunny's Ex-Wife                                               | Episode: "Gunny's Ex"                                                 |
| 1993      | Sisters                                   | Ada Benbow                                                    | Episode: "A Kick in the Caboose"                                      |
| 1994      | Burke's Law                               | Georgia Stark                                                 | Episode: "Who Killed Alexander the Great?"                            |
| 1994      | Empty Nest                                | Margaret Randall                                              | Episode: "The Devil and Dr. Weston"                                   |
| 1995      | Dave's World                              | Ruby                                                          | 2 episodes, (final role)                                              |